# Raoul Streiff
Pour les articles homonymes, voir Streiff.
Raoul Streiff, né le 19 octobre 1909 à Magalas (Hérault) et mort le 30 mai 1980 à Monaco, est un homme politique français.

## Biographie
Il est élu au Conseil de la République,. Lors des sénatoriales de 1948, il est battu par Gaston Fourrier.